# العنف على الصحفيين الفلسطينيين
صرحت المنظمات غير الحكومية وجماعات حقوق الإنسان وقوع أعمال عنف على الصحفيين الفلسطينيين منذ عقود. واتهمت حماس والجهاد الإسلامي السلطة الوطنية الفلسطينية والجيش الإسرائيلي وآخرين باستخدام العنف على الصحفيين الفلسطينيين، مما أدى إلى احتلال فلسطين المرتبة 156 من بين 180 دولة في مؤشر حرية الصحافة لمراسلون بلا حدود لعام 2023. وذكرت مؤسسة فريدم هاوس أنه في كل من الضفة الغربية وقطاع قطاع غزة، يتعرض الصحفيون للمراقبة والتهديد من قبل السلطات الفلسطينية والإسرائيلية. في العام 2022، رصد المركز الفلسطيني للتنمية والحريات الإعلامية 605 انتهاكات ضد الحريات الإعلامية، 69% منها إسرائيل.

## العنف من الجيش الإسرائيلي
يستخدم الجيش الإسرائيلي والمستوطنون الإسرائيليون العنف بانتظام ضد الصحفيين الفلسطينيين. وذكر تقرير لجنة حماية الصحفيين في عام 2000 أنه كانت هناك "عشرات من الهجمات العنيفة ضد الصحفيين الفلسطينيين من قبل المستوطنين الإسرائيليين أو القوات العسكرية في الأراضي المحتلة (طوال التسعينيات)." أرسلت جماعات حقوق الإنسان تقارير إلى المحكمة الجنائية الدولية بشأن 4 صحفيين قُتلوا أو أصيبوا على يد الجيش الإسرائيلي بين عامي 2015 و2019. وأرسلت مراسلون بلا حدود ثلاث شكاوى إلى المحكمة الجنائية الدولية بشأن مقتل الصحفيين على يد الجيش الإسرائيلي منذ عام 2018. وقصف الجيش الإسرائيلي المكاتب الإعلامية في غزة عام 2021، على الرغم من وجود مكاتب صحفية متعددة. حظي مقتل شيرين أبو عاقلة على يد قوات الجيش الإسرائيلي باهتمام إعلامي كبير في عام 2022. ورصدت هيئة الرقابة الإعلامية الفلسطينية 407 انتهاكات (~ 42% اعتداءات جسدية) ضد الصحفيين الفلسطينيين من قبل الاحتلال الإسرائيلي في عام 2015. ووجدت نفس الهيئة في تقريرها لعام 2022، أن 416 انتهاكا ارتكبها الاحتلال الإسرائيلي (~ 29% اعتداءات جسدية). في عام 2015، انتقد الصحفيون الإسرائيليون إغلاق الحكومة لمحطات الأخبار العربية التي تخدم الفلسطينيين والعرب الإسرائيليين.

### استخدام الاعتقال الإداري ضد الصحفيين
ويُزعم أن إسرائيل تتهم الصحفيين الفلسطينيين بالتحريض على التغطية الصحفية، عادة من خلال الاعتقالات الإدارية. وذكرت مجلة 972+ في عام 2016 أن قوات الأمن الإسرائيلية تعتقل وتستخدم الاعتقال الإداري بانتظام ضد الصحفيين الفلسطينيين بتهمة التحريض، لكنها لا تستخدم الاعتقال الإداري ضد الصحفيين الإسرائيليين الذين ينشرون مواد مماثلة. وفي عام 2016، نقل عن جمعية الأسير الفلسطيني قولها إن 25 صحفيًا فلسطينيًا مسجونون، منهم 7 رهن الاعتقال الإداري.
وحظي الصحفي محمد القيق باهتمام دولي بسبب احتجاجه على اعتقاله الإداري عام 2016 بإضرابه عن الطعام لمدة 94 يوما. واعتقل إداريًا مرة أخرى في عام 2017 واحتج بإضراب عن الطعام لمدة 32 يومًا.

### حرب 2023 في غزة
خلال الحرب الفلسطينية الإسرائيلية، تعرض الجيش الإسرائيلي لانتقادات بسبب اغتيال عدد كبير للصحفيين في غزة. وقد وضعت لجنة حماية الصحفيين، في سياق حرب غزة، إسرائيل على قائمة "أسوأ سجاني الصحفيين".

## العنف من السلطة الفلسطينية
وعلى الرغم من أن الاحتلال الإسرائيلي لا يزال المصدر الأكبر للعنف على الصحفيين الفلسطينيين، فإن الصحفيين الفلسطينيين يعتمدون أيضًا على السلطة الفلسطينية للحصول على الدعم المالي والسياسي، الأمر الذي يمكن أن يؤدي إلى العنف والقمع. وتلقت السلطة الفلسطينية انتقادات في عام 2000 بزعم محاولتها فرض رقابة على لقطات عمليات الإعدام خارج نطاق القانون في رام الله. وحكايات الاعتقال والتدخلات من قبل السلطة الفلسطينية من أجل تغطية غير مواتية شائعة، مثل التهديدات والاعتقالات وتدمير المعدات أو ما هو أسوأ. يقول أحد المعلقين، هاني المصري، أنه بعد الاحتلال، التهديد الثاني الذي يواجه الصحافة الفلسطينية هو "الانقسام داخل الفلسطينيين [بين فتح وحماس]"، يليه نقص الموارد والبنية التحتية. ويقول الباحث الإعلامي الفلسطيني جمان قنيص إن “القوانين أضعف من أن تحمي أي شخص، وخاصة الصحفيين. يمكن لأي مجموعة أمنية أن تذهب وتعتقل صحفيًا من منزله دون حتى أمر قضائي أو إشعار أو أي شيء قانوني”. نشرت هيومن رايتس ووتش تقريراً يوثق عدة حالات من الاعتداءات والإيذاء الجسدي ضد الصحفيين من قبل السلطة الفلسطينية. تشير دراسة نوعية للصحفيين في الضفة الغربية وغزة إلى أنه بسبب الانقسام، هناك خوف من المراقبة والرقابة من قبل كلا الحزبين السياسيين في الأراضي المحتلة. وفي عام 2012، اعتقلت السلطة الفلسطينية الصحفي يوسف الشايب بعد أن كتب عن فساد البعثة الدبلوماسية للسلطة الفلسطينية في فرنسا.

## العنف من حماس والجهاد الإسلامي
ووفقا لمنظمة مراسلون بلا حدود، فإن "حماس والجهاد الإسلامي يقومان بمضايقة وعرقلة الصحفيين المشتبه في تعاونهم مع إسرائيل". قُتل ياسر مرتجى بنيران إسرائيلية في عام 2015، لكنه سبق أن تعرض للهجوم والضرب على يد حماس في عام 2015 أثناء التصوير. نشرت هيومن رايتس ووتش تقريراً يوثق عدة حالات من الاعتداءات والإيذاء الجسدي ضد الصحفيين من قبل السلطات في غزة.